# Margarita Teresa de Saboya
Margarita de Saboya (en italiano: Margherita di Savoia) (Turín, 20 de noviembre de 1851-Bordighera, 4 de enero de 1926), consorte de Humberto I de Italia, fue la primera reina de Italia, tras la unificación, pues la esposa de Víctor Manuel II, María Adelaida de Austria, murió en 1855 antes de la proclamación.
En los años en los que fue princesa heredera y, desde 1878, como reina de Italia, ejerció una gran influencia sobre su marido y una gran fascinación en la población, haciendo un uso racional de sus propias apariciones públicas, diseñadas para atraer a personas con ropa sofisticada y su afabilidad constante. Según Ugoberto Alfassio Grimaldi, fue la figura política de una Italia unificada que, junto con Giuseppe Garibaldi y Benito Mussolini, consiguió despertar «el mayor entusiasmo en las clases altas y en las humildes».
Católica, fuertemente apegada a la Casa de Saboya y profundamente conservadora, fue una nacionalista convencida y apoyó la política imperialista de Francesco Crispi. La incitación a la represión de las manifestaciones populares en los disturbios de Milán de 1898 no comprometió su imagen, quizás porque fue la primera mujer italiana en sentarse en el trono del país recién establecido. En la corte dirigió un ciclo cultural que le granjeó la admiración de los poetas y los intelectuales y la colocó a la izquierda de las mujeres de la aristocracia. Además, sus bailes a menudo traían consigo motivaciones diplomáticas, y entre sus intenciones estaba el asegurar el trato con la Nobleza Negra, que permanencia leal a la Santa Sede después de la toma de Roma.
Fueron muchos los homenajes a la reina (desde la pizza Margarita hasta la famosa oda de Giosuè Carducci titulada «Alla regina d'Italia», escrita tras la visita a Bolonia de los reyes en noviembre de 1878), incluso en los años posteriores al asesinato de su esposo, cuando se convirtió en reina madre.

## Biografía

### Nacimiento e infancia

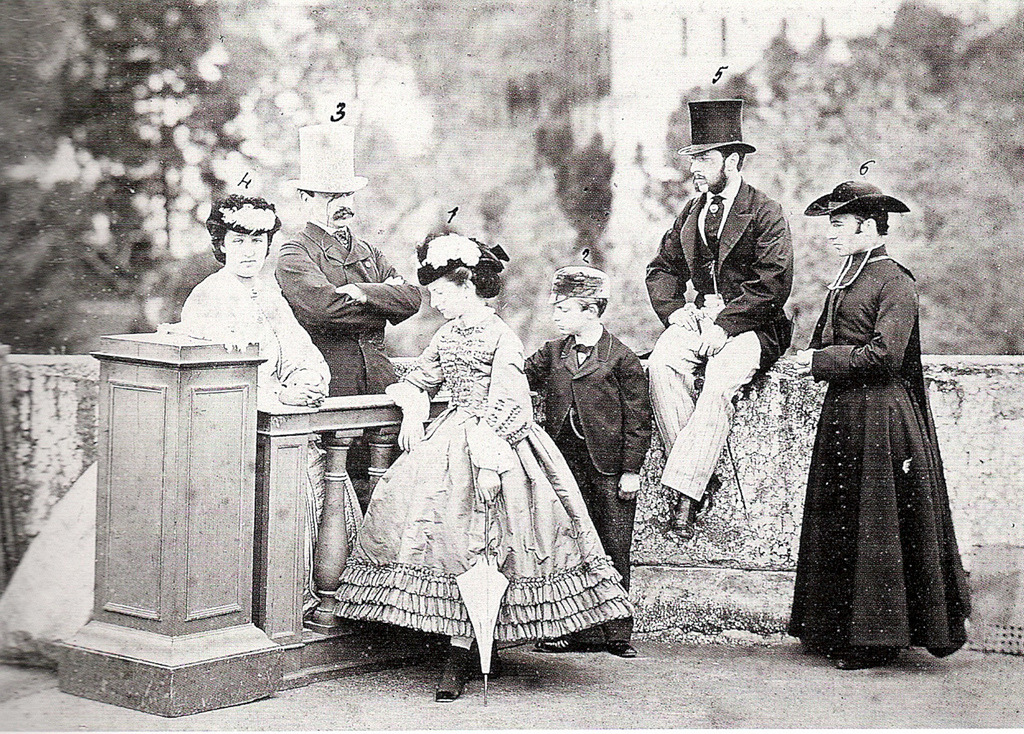
Margarita de joven con su hermano Tomás y sus tutores en los años 1860.

Margarita nació en el palacio Chiablese, en Turín, a las 00:45 de la mañana del 20 de noviembre de 1851, hija de Fernando, duque de Génova, hijo de Carlos Alberto de Cerdeña, y de la princesa Isabel de Sajonia, hija del rey Juan I de Sajonia. Se bautizó en el mismo día en presencia del primer ministro Massimo d'Azeglio, de Alfonso La Marmora y del Camillo Benso, conde de Cavour, entonces Ministro de Marina y de Agricultura y Comercio. Su padre murió cuando Margarita tenía cuatro años, dejándola a ella y a su hermano menor, Tomás, al cuidado de su madre. Paso su infancia y adolescencia en el Palacio Chiablese. Isabel fue confinada por Víctor Manuel II al castillo de Govone y luego a la villa de Stresa, como castigo por haber contraído un matrimonio morganático con un burgués, Nicola Rapallo (1856). La intercesión de Juan de Sajonia y de la zarina Alejandra Fiodorovna, permitió la rehabilitación de Isabel y la aceptación de su matrimonio, dándosele al novio el título de marqués de Rapallo.
La relación de Margarita con su madre fue bastante difícil, ya que la niña nunca aceptó a su nuevo esposo. Pasó su infancia entre el palacio de Chiablese, el castillo de Agliè y la villa rosminiana de Stresa. Fue educada por la condesa Clelia Monticelli di Casalrosso y su institutriz austriaca Rosa Arbesser. Según se informa, recibió una educación más avanzada que la mayoría de las princesas de la época. Hubo gran interés en proporcionar a la princesa una educación completa: después de las primeras nociones de cultura general dadas por don Cipriano Mottura, un sacerdote liberal, el profesor Andrea Tintori le enseñó historia y literatura italiana, y Ernesto Allason dibujo, mientras que Carlo Uria y Stefano Tempia se encargaron de las lecciones de piano. Aunque era un plan educativo muy ambicioso en bastantes disciplinas, carecía de una buena base. Las cartas a Marco Minghetti revelan cómo la princesa prefería leer a Dante (estaba particularmente fascinada por la Divina Comedia) antes de estudiar gramática, y cómo se impuso un programa de secundaria sin tener una preparación suficiente. Esto explica por qué Margarita desarrolló conocimiento en muchas áreas, pero siempre superficial, y también explica los numerosos errores ortográficos y de sintaxis que habría en su correspondencia. De adolescente, desarrolló un gran interés en la poesía y el arte, y a los quince años escribió un breve poema de temática medieval titulado Le Gantelet, ilustrándolo de su propia mano. Margarita recibió al mismo tiempo una educación profundamente católica: su religiosidad nunca vería comprometida, ni disminuyó cuando, al convertirse en reina, la Casa de Saboya se enfrentó con la Santa Sede y el Pontífice.

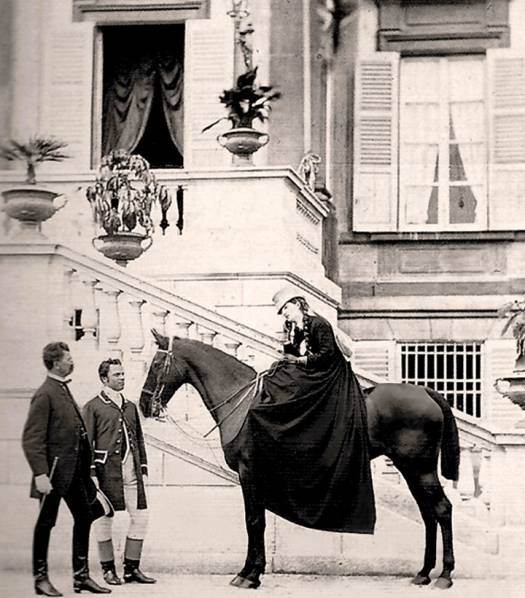
La princesa Margarita de Savoya-Génova a caballo en el castillo de Racconigi.

Como persona, fue descrita como sensible, orgullosa y con una fuerte fuerza de voluntad, pero sin ser dura, además de tener la capacidad de ser encantadora cuando ella quería. En cuanto a su apariencia, se la describía como rubia, alta y majestuosa, pero nunca fue considerada como una belleza.
Se ha rumoreado sobre su enamoramiento adolescente con su primo, el príncipe Amadeo, duque de Aosta y hermano de su futuro esposo, con quien compartía clases de baile. Aunque los estudiosos normalmente han respaldado la hipótesis del romance juvenil, no existen evidencias concretas que permitan afirmar con rotundidad este hecho. Se dijo en su momento que en la celebración de la boda de María Pía de Saboya con el rey Luis I de Portugal, en julio de 1862, Margarita solo tenía ojos para su primo, y que fue aquello vez, cuando que vio a Humberto por primera vez. Seguramente a Margarita le gustaba la «adorable compañía» del duque y probablemente, como argumentó Biancotti, una punzada de dolor sorprendió a la joven cuando supo de la boda de su primo con la princesa María Victoria dal Pozzo della Cisterna. Ciertamente les unía una personalidad muy similar, basada en el amor por la pompa y la religiosidad piadosa.
Rubia y de hermosa figura, la joven Margarita desarrolló un marcado carácter religioso y conservador, demostrando excelentes cualidades como comunicadora, que alcanzará gran popularidad entre la mayoría de los italianos por su participación en numerosas obras de caridad y filantrópicas, dedicando gran interés por actividades promocionales de las artes, incluso las menores, y por numerosas visitas y legados conspicuos a hospitales, orfanatos y diversas instituciones.

### Matrimonio

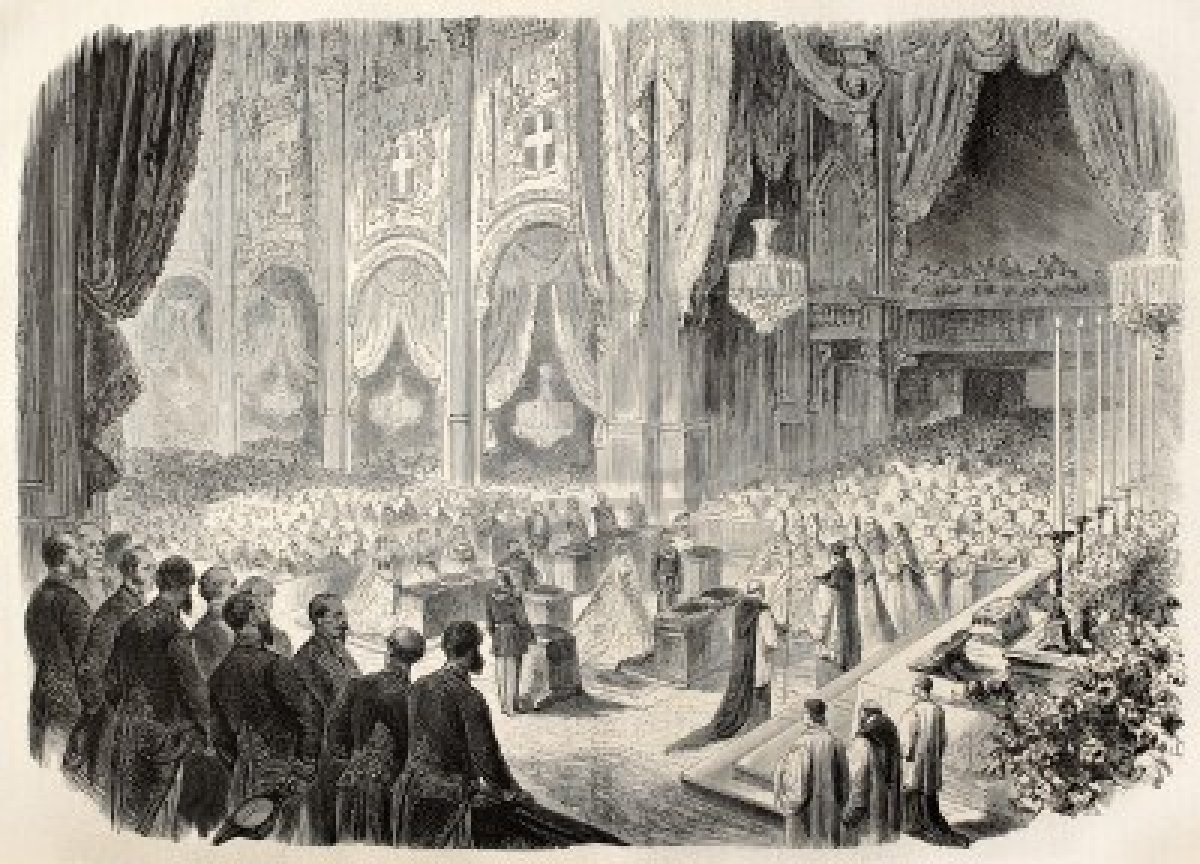
Boda de Margarita y Humberto en la catedral de Turín.

En 1864, el político Filippo Gualterio fue el primero en sugerir al rey el matrimonio entre su hijo Humberto y su sobrina. Sin embargo, Margarita tenía entonces solo trece años y el proyecto quedó en el olvido durante un tiempo. Después de 1866 y tras la fugaz alianza de los Saboya con Prusia, Víctor Manuel II pretendía unir a su primogénito con una Habsburgo para fortalecer los lazos entre las dos dinastías. Por lo tanto, se decidió que Matilde de Austria-Teschen se casara con Humberto, pero el compromiso quedó en nada con la trágica muerte de la joven archiduquesa, que se quemó viva cuando su vestido de fiesta salió ardiendo tras pretender ocultar el cigarrillo que fumaba bajo su falda.
El general Menabrea, presidente del Consejo, propuso al rey un matrimonio dentro de la misma casa real, y, a pesar de la reticencia inicial del soberano, el compromiso pronto se hizo oficial: Humberto se reunió con la princesa para la petición formal el 28 de enero de 1868. Muy vinculada a su país, Margarita estaba feliz de casarse con un italiano, tras negarse a casarse con el príncipe Carlos de Rumania.

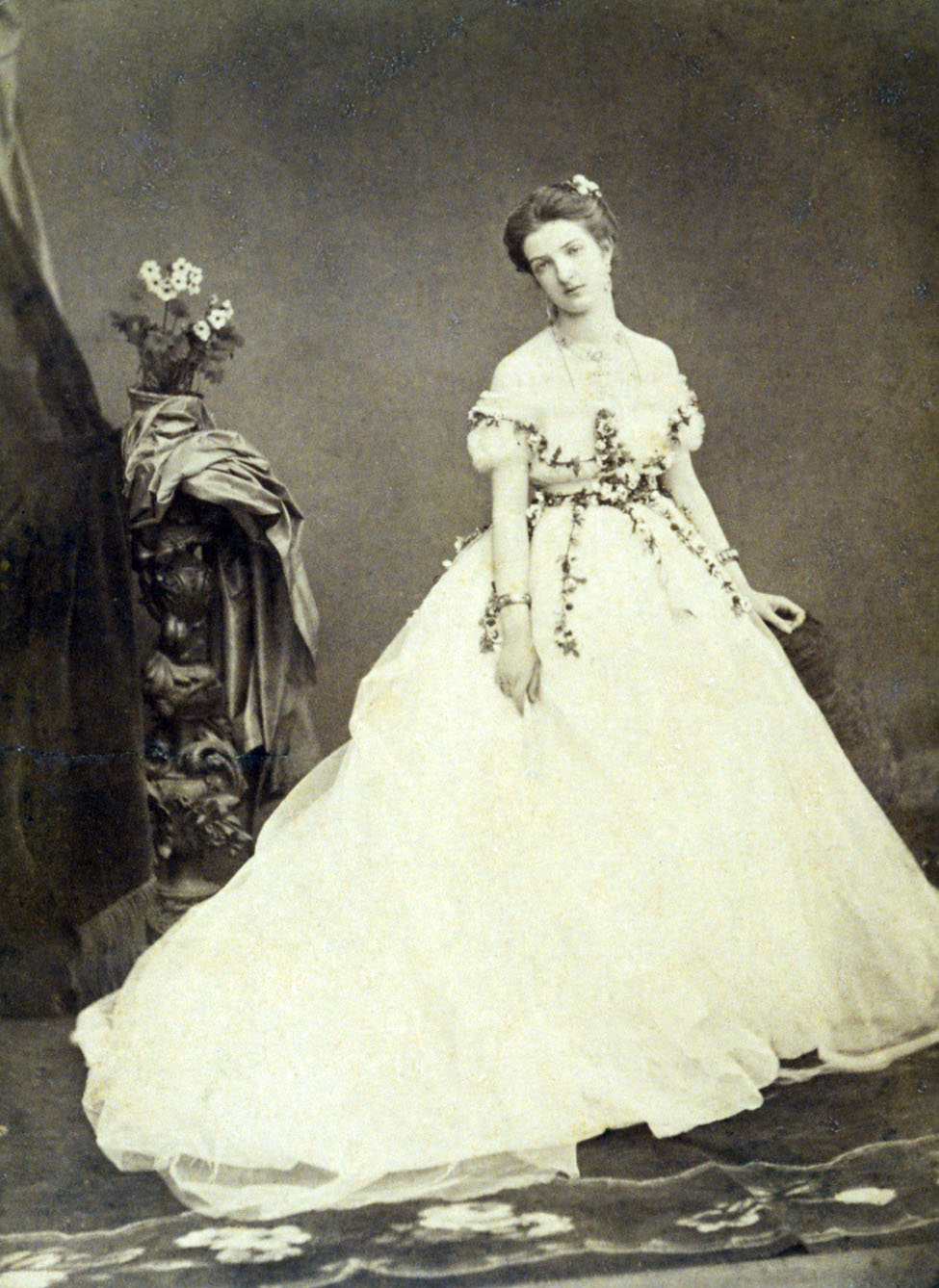
Margarita de Saboya en una fotografía de 1868, año de su matrimonio.

El matrimonio se celebró en Turín en abril de 1868: el 21 se firmó el acto nupcial en el salón de baile del Palacio Real, al día siguiente los príncipes herederos se unieron en matrimonio en la catedral de San Juan, en una ceremonia presidida por el arzobispo de Turín, asistido por los arzobispos de Milán (Luigi Nazari di Calabiana) y Udine, y por los obispos de Mantua y Savona y Noli. La Casa de Saboya quiso que representaciones de trabajadores y plebeyos comunes estuvieran presentes junto a la aristocracia y a las figuras prominentes en la política nacional. Después del suntuoso baile, el 23 los recién casados asistieron a la fiesta organizada en su honor por la Sociedad Filodramática de Turín. Escucharon poemas declamados en su honor y asistieron a La Festa della Colomba, una comedia-opereta con letra de Vittorio Bersezio. Margarita recibió como regalo el ensayo de Alessandro Manzoni Sobre la unidad de la lengua italiana y los medios para difundirla (Sull'Unità della lingua italiana e sui mezzi di diffonderla), con un autógrafo del poeta milanés.
La fiesta continuó: en el baile ofrecido por la Academia Filarmónica tuvo lugar una conocida anécdota en la que el príncipe Federico de Prusia (futuro Federico III de Alemania) desgarró una solapa del vestido de Margarita bailando la cuadrilla. El príncipe alemán lo cosió a su pecho como acto galante ante la expectación de los asistentes. En la Piazza Carlo Emanuele, se celebró un torneo en memoria del regreso a la ciudad de Manuel Filiberto de Saboya en 1559. Los nobles tuvieron la oportunidad de demostrar sus habilidades ecuestres, mostrando destreza y precisión. Cada vez que rotaban un mecanismo con la lanza construido para la ocasión, cientos de pájaros se elevaban entre la multitud.
La luna de miel respondió a demandas políticas precisas. La idea era descender por toda la península para dar a conocer a los futuros soberanos en la recién unificada Italia y asentar los sentimientos monárquicos hacia la Casa de Saboya. Los recién casados se dirigieron a la capital, Florencia en un viaje de tres días en los que visitaron Alessandria, Piacenza, Parma, Módena y Bolonia. En Florencia fueron recibidos con gran entusiasmo de la multitud, recibiendo como regalo del alcalde Lorenzo Ginori Lisci «un lirio salpicado de rubíes con una margarita con hojas de brillantes», un homenaje al nombre de la princesa y también a la flor que es el símbolo de la ciudad. Más tarde, el viaje continuó hacia Génova y Venecia, y después del verano en Monza en la villa de Casa Savoia, pasaron el invierno a Nápoles y Sicilia.
Debido a la falta de una reina, Margarita se convirtió en la primera dama de Italia inmediatamente después de su matrimonio, y le dieron muchos deberes de representación destinados a hacer que la nueva casa real de la Italia unificada fuera popular en toda el país. Se convirtió en un gran activo para este papel, con su habilidad para decir y hacer las cosas correctas para despertar el entusiasmo y los sentimientos públicos en sus apariciones públicas. Durante sus giras de representación por Italia, para despertar la popularidad de la casa real y, por lo tanto, de un sentimiento nacional italiano, tuvo cuidado de usar trajes típicos locales y demostrar interés por las costumbres, tradiciones y cultura locales, un método que la hizo tan popular que logró eclipsar la popularidad de su esposo.

### Años napolitanos y nacimiento de Víctor Manuel III
Un mensaje de la unificación tenía que continuar. En este sentido las razones políticas también dictaron la elección de la residencia de los herederos: Nápoles. La ciudad todavía estaba dividida entre la población proborbónica y la favorable a los nuevos gobernantes, y se pensó que establecer allí la corte de los futuros monarcas haría entender que los Saboya extendían sus intereses, no limitándolos sólo a Piamonte. 

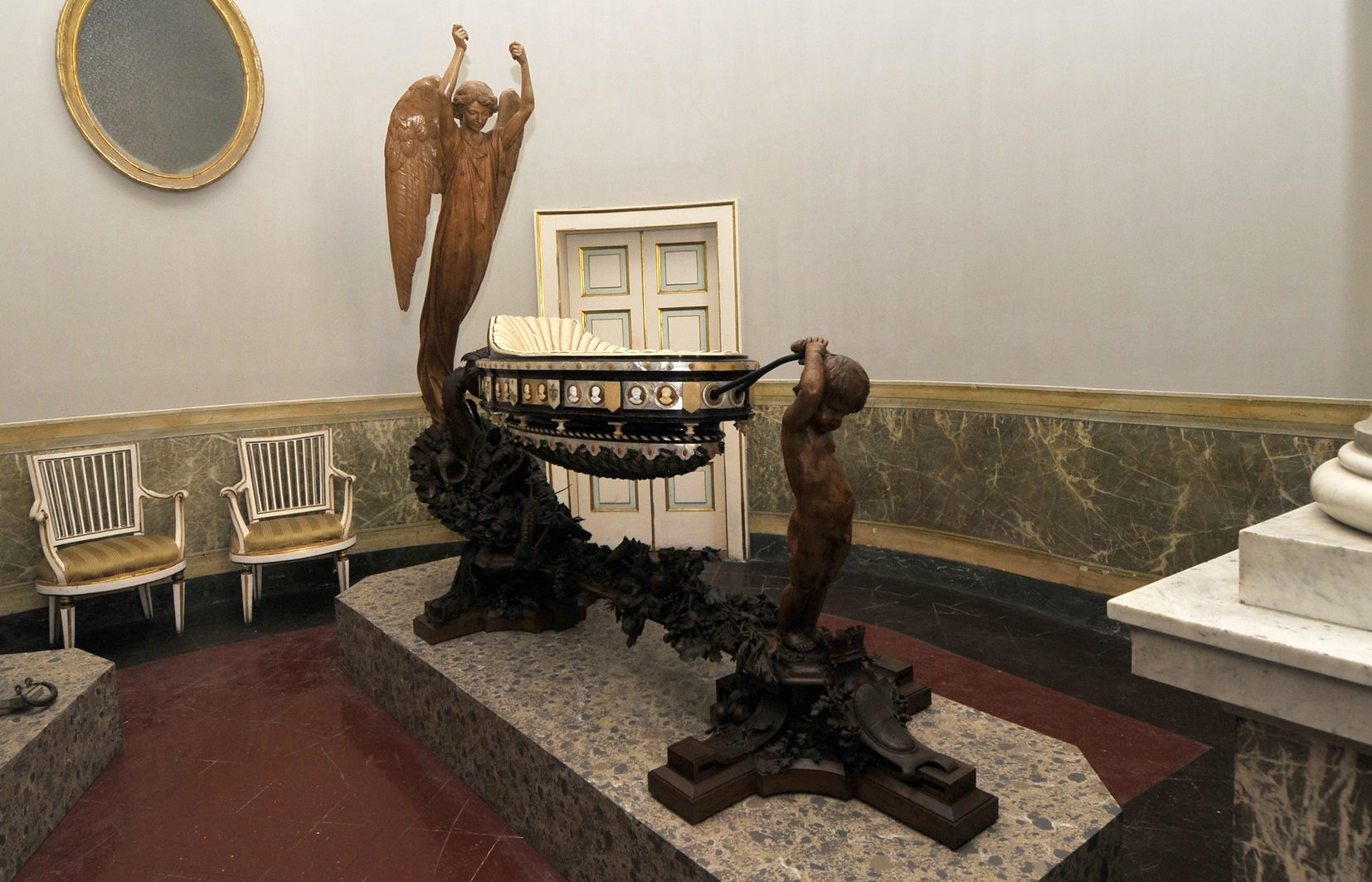
Cuna de Víctor Manuel III, Domenico Morelli, Palacio Real de Caserta.

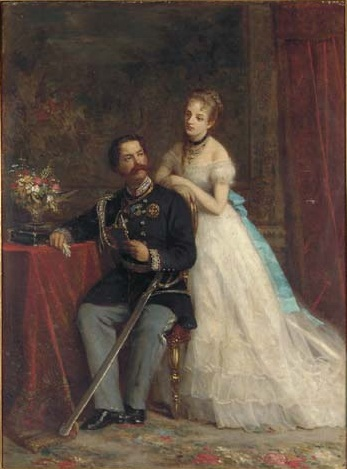
Margarita y Humberto durante su residencia napolitana.

En junio de 1869 se anunció el anuncio del embarazo de Margarita. Se llevaron a cabo grandes preparativos para el nacimiento, pues sería el primer alumbramiento en la monarquía de Saboya después de la Unificación de Italia. El ayuntamiento de la ciudad creó una comisión de artistas, presidida por Domenico Morelli, que forjó la cuna del niño. El 9 de noviembre comenzaron los dolores del parto, y en la habitación de Margarita había una multitud simbólica: la presencia de los generales Roberto de Sauget y Enrico Cialdini, a petición del rey, indicaba cómo el niño por nacer pertenecía a una línea de soldados. Mientras que el príncipe Eugenio de Carignano (en representación del rey), el presidente del Senado y el alcalde napolitano demostraron la relevancia política del momento. A las 22:45 nació un varón, siendo bautizado inmediatamente con los nombres de Víctor Manuel Fernando María Genaro. Víctor y Manuel eran nombres tradicionales en la casa de Saboya, Fernando fue un homenaje a su abuelo materno (pero no se excluye que pudiera querer complacer a los nostálgicos de la monarquía borbónica), mientras que el nombre Genaro quería expresar la proximidad a Nápoles, pues San Genaro era el patrón de la ciudad, y para ello también se le dio al niño el título de Príncipe de Nápoles. María, finalmente, es el nombre cristiano por excelencia. Margarita era una creyente convencida, y, en tiempos de confrontación con el pontífice y la Iglesia Católica, también era necesario reafirmar su afiliación al Papado. 

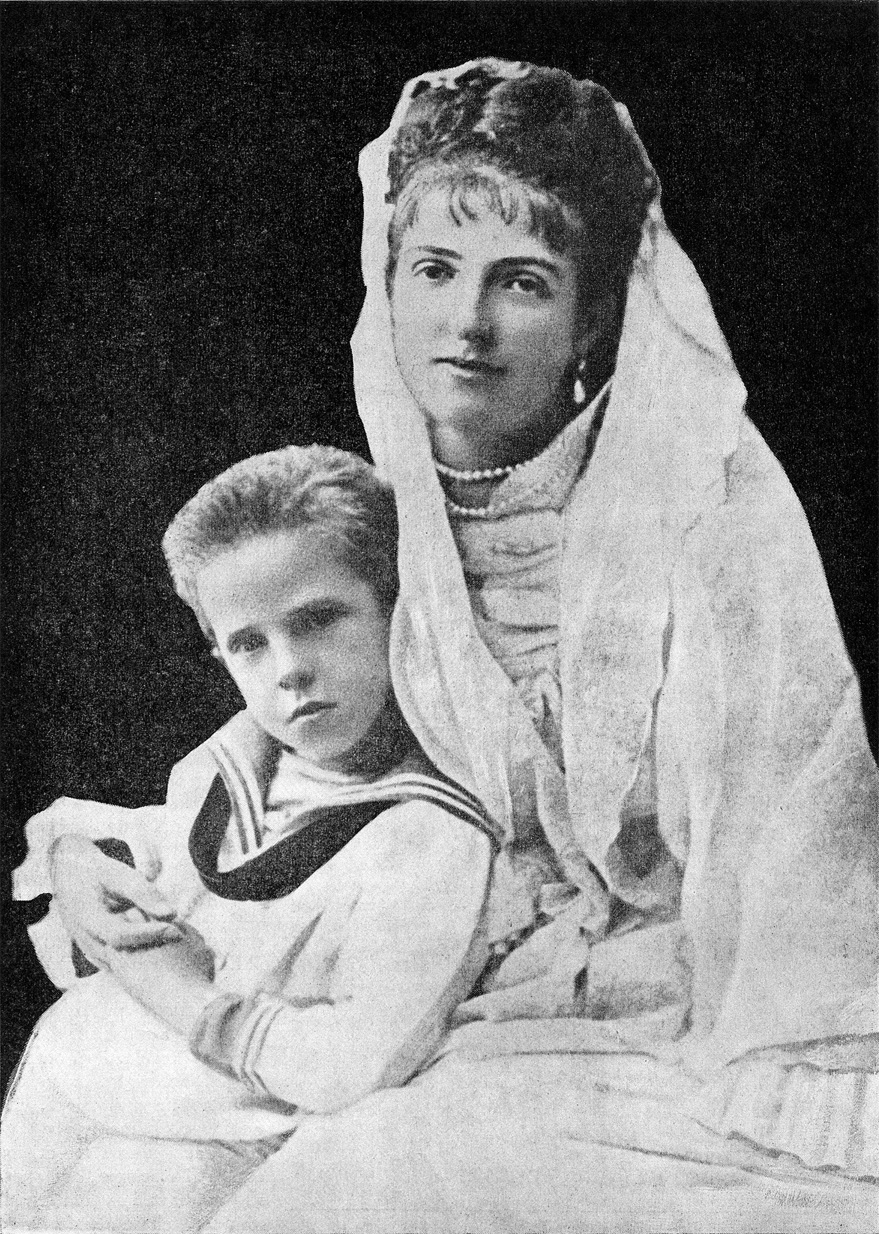
La reina Margarita con el príncipe Víctor Manuel en Chioggia, verano de 1876.

El parto fue muy complicado, tuvo que hacerse una cesárea y la princesa no pudo volver a tener más hijos. El considerable esfuerzo la obligó a permanecer en cama durante más de dos semanas. Sin embargo, hubo muchas celebraciones y el príncipe Humberto proporcionó una subvención de 100.000 liras para los pobres. Pero no todo fueron vivas, Felice Cavallotti compuso «El parto y la Amnistía», treinta y ocho octavas en las que arremetía contra la monarquía. El título se refiere a la amnistía concedida el 14 de noviembre por delitos políticos que «no están cometidos ni acompañados de delitos o crímenes contra la persona, la propiedad, las leyes militares o los delitos de asociación de delincuentes o complicidad en ellos». Incluso la Iglesia mantuvo una actitud tensa —todavía no se había abierto la brecha de la Puerta Pía—, como la actitud del arzobispo de Nápoles, Sisto Riario Sforza, que se negó a bendecir al recién nacido y asistir al solemne «Te Deum» celebrado en la basílica de San Lorenzo.

### Traslado a Roma
Los futuros soberanos tuvieron que trasladarse a donde se jugaba ahora el equilibrio político del país. En la tarde del 23 de enero de 1871 entraron en Roma, después de que esa misma mañana Víctor Manuel II llegase «casi clandestinamente». La recepción fue mayor y más cálida que la reservada para el rey: la lluvia no impidió que una gran multitud se reuniera para saludar a los príncipes herederos, y Margarita no escatimó un gesto para atraer las simpatías de la población. Ordenó que el carruaje fuera visible y «los aplausos», dicen los contemporáneos, «llegaron al cielo».
Pero la situación no fue fácil desde el principio. En una circular, el cardenal Antonelli restó importancia al entusiasmo popular que había aplaudido a los príncipes en el balcón del palacio del Quirinal. Además la mayor parte de la aristocracia de la ciudad permaneció fiel al Papa. Sin embargo, algunos acordaron participar en la vida civil: Francesco Rospigliosi Pallavicini fue alcalde de Roma y Filippo Doria Pamphili aceptó el cargo de prefecto de palacio del rey. El duque Lante della Rovere y Michelangelo Caetani también apoyaron la monarquía de los Saboya. Cuando llegó el primer domingo capitular, se determinó que se resolviera un nuevo problema: dónde ir a misa. El confesor del rey, Valerio Anzino, no pudo celebrarlo en el Quirinal debido al interdicto. Así, Margarita fue con su marido a Santa María Mayor, donde los religiosos más sensibles mostraron con ellos cierto respeto, cediéndoles almohadones y reclinatorios, lo que produjo gran enfado en la corte papal. Los Saboya siguieron acudiendo a Santa María Mayor, donde la multitud acudía en masa para acompañar a la familia real, hasta el año siguiente, cuando se consagró la iglesia del Santissimo Sudario all'Argentina, de dimensiones mucho más pequeñas y que se convirtió en una especie de capilla privada de los Saboya.
En la corte, Margarita tuvo una influencia notable en las decisiones de su marido, pero oficialmente se encargaba de las recepciones y pronto ganaron gran fama sus reuniones de los jueves, el día en que acudían los intelectuales prominentes, seducidos por la conversación de la anfitriona, interesada en abordar cuestiones que por lo general no se trataban en los palacios reales, donde primaba la frivolidad. Incluso la elección de los invitados, en el que el rango no tenía un papel decisivo, representaba un nuevo elemento que ayudaba a dar notoriedad a las tardes de la princesa, alimentando el mito entre los poetas.
El jueves se reunían en el palacio del Quirinal nombres como Ruggero Bonghi, el ministro Marco Minghetti (un amigo cercano de Margarita y más tarde Presidente del Consejo), el historiador Ferdinand Gregorovius, Emilio Broglio y el arqueólogo Giovanni Barracco, por nombrar algunos significativos. Las mujeres entraron en la cena sólo como consortes de políticos cercanos a la princesa: entre ellos estaban Laura Minghetti, Antonietta Farini (esposa de Domenico Farini), Bice Tittoni (casada con el senador Tommaso Tittoni) y Carolina Rattazzi (nuera de Urbano Rattazzi).
Los bailes, que tenían lugar cada último miércoles del mes, tenían una motivación más diplomática que mundana: sirvieron por un lado para fortalecer los lazos con la aristocracia que permanecía leal a la casa real y por otro para sacar a relucir el encanto de la princesa mediante un gran cuidado por su vestuario y modales. A veces, figuras políticas opuestas también fueron invitadas, como cuando en 1875 el republicano Giovanni Nicotera bailó una cuadrilla con Margarita. En el carnaval de 1872, la princesa también acudió a los bailes organizados por los Doria, los Pallavicino, los Sforza Cesarini y los Caetani.
También fueron años de viaje. En 1872, Margarita fue invitada a Berlín para ser madrina en el bautismo de la hija de Federico de Prusia, el príncipe heredero y futuro Federico III. Como testimonio del cariño y el afecto que los unía, la niña se llamó Margarita. Tuvo una gran impresión de Alemania, lo que la hizo formular la famosa frase: «En Italia todo el mundo manda, en Alemania todo el mundo obedece». Antes de convertirse en reina, hizo una importante gira que la llevó a San Petersburgo y Viena en 1876.

### Reina de Italia

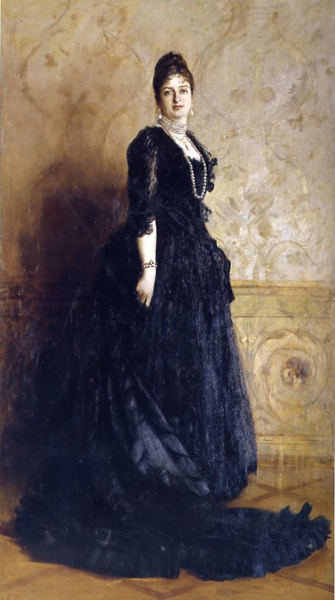
Retrato de Su Majestad la Reina Margarita, de Cesare Tallone, 1890 (óleo, 267x145 cm, palacio Chiablese).

El 9 de enero de 1878, Víctor Manuel II murió tras contraer paludismo que derivó en neumonía y la princesa del Piamonte ascendió al trono, convirtiéndose en la primera reina de Italia. Después de los seis meses de luto, durante los cuales había muerto Pío IX y el cónclave había elegido a León XIII, la pareja real se embarcó en un viaje a través de Italia para promocionarse como símbolo de la unidad del país. En agosto los nuevos gobernantes comenzaron a ascender por la península. En La Spezia presenciaron la botadura del barco Dandolo, y unos días más tarde regresaron a Turín. Después estuvieron en Milán, Venecia, Brescia, Mantua y Verona y Bolonia. Esta última ciudad preocupaba a los reyes, que temían una fría bienvenida en la cuna del republicanismo y las asociaciones trabajadoras. No fue así: en la estación fueron recibidos por cuarenta banderas de las asociaciones trabajadoras, y la bienvenida superó las expectativas. «El éxito de la reina aquí en Bolonia, como mujer y como soberana, es indescriptible», señaló el político Alessandro Guiccioli.
En Bolonia, la reina conoció al poeta Giosuè Carducci, iniciando una amistad que dará lugar a la famosa oda Alla regina d'Italia, escrita días después de su primer encuentro, y otras obras dedicadas y frecuentes reuniones durante el verano, cuando ambos eligieron las montañas del Valle de Aosta. Carducci exaltó la figura de la reina en su obra, a pesar de su pasado republicano y su desdén por todos los monarcas, tanto que se ganó críticas de varios republicanos.
La joven reina, dotada de gran encanto, fue capaz de cautivar a las multitudes, incluso las que se oponían a la monarquía. Sin embargo, también había un fuerte sector contrario: los problemas con la Iglesia perduraban, y los republicanos y los anarquistas también se oponían al poder real. Durante el viaje alrededor de Italia pudieron verse conatos de disidencia. Si en Florencia hubo una bienvenida menos triunfal, fue en Foggia donde ocurrió un episodio que puede ser visto como el precedente del atentado napolitano. El 16 de noviembre, en la estación, un hombre llamado Alberigo Altieri se abalanzó contra el rey, siendo detenido a tiempo por su escolta. La prensa no lo mencionó, pero un documento del 23 de noviembre se refiere al evento como parte de un complot para matar al monarca.
El 17, en Nápoles, el anarquista Giovanni Passannante intentó apuñalar a Humberto I. La Reina, a pesar de mostrarse calmada y mantenerse sonriente hasta el final del desfile, se sintió enferma al regresar al palacio. Entonces murmuró: «¡El hechizo de la Casa de Saboya se ha roto!». El atentado asustó a la reina y en septiembre de 1879 fue a Bordighera, donde permaneció hasta enero de 1880.
El matrimonio de Humberto y Margarita no fue precisamente un éxito y sus malas relaciones sólo eran conocidas por un círculo muy estrecho de la Corte. Humberto había estado vinculado desde 1864 con la duquesa Eugenia Attendolo Bolognini Litta, siete años mayor que él y a la que amará toda su vida. Al comienzo del matrimonio, Margarita aguantó mal la situación y dos años después de su boda, la pareja interrumpió sus relaciones matrimoniales. Sin embargo, nunca dieron a conocer su separación personal al público y aparentaron que mantenían un feliz matrimonio, y su relación fue en otros aspectos bastante amable: Margarita y Humberto trabajaron juntos en armonía como colegas, el rey incluso confiaba en ella los asuntos políticos. Así, el 22 de abril de 1893 celebraron con gran expectación sus bodas de plata. En la mañana de las festividades en Roma, se dispararon 101 salvas de cañón. Para esta ocasión se iba a emitir un sello especial conocido como la Boda de Plata de Humberto I, que finalmente no fue emitido.
Margarita promovió las artes y la cultura: introdujo la música de cámara en Italia, fundó instituciones culturales, como la Società del Quartetto, la Casa di Dante y el quinteto de cuerdas de Roma. Una vez a la semana reunía a su alrededor a lo mejor de la cultura italiana y europea. Basta pensar en Ruggiero Bonghi, Theodor Mommsen, Ferdinand Gregorovius o Giuseppe Martucci. Nombró a Francesco Paolo Tosti su profesor de canto y responsable del Archivo Musical de la Corte. Fue gracias a una beca que ella concedió que pudo estudiar en el Conservatorio de Milán el joven Giacomo Puccini. Fue benefactora de muchas organizaciones benéficas, sobre todo la Cruz Roja.
Apasionada y experimentada alpinista (un caso raro para una mujer en esa época), ascendió algunos famosos picos de montaña y asistía a las maniobras militares en los Alpes, que inspiró una de las primeras películas hechas en Italia (Le manovre degli Alpini al Colle della Ranzola, realizada en 1905 por Roberto Omegna para la «Ambrosio» de Turín). Por esta razón, se le dedicó un refugio alpino, el Refugio Margherita, construido en la cumbre de la Punta Gnifetti, una de las más altas del grupo Rosa, y a cuya inauguración en agosto de 1893, la reina acudió en persona, ascendiendo al glaciar con una cohorte de guías alpinos y caballeros, y pernoctando durante la noche en la nueva estructura.

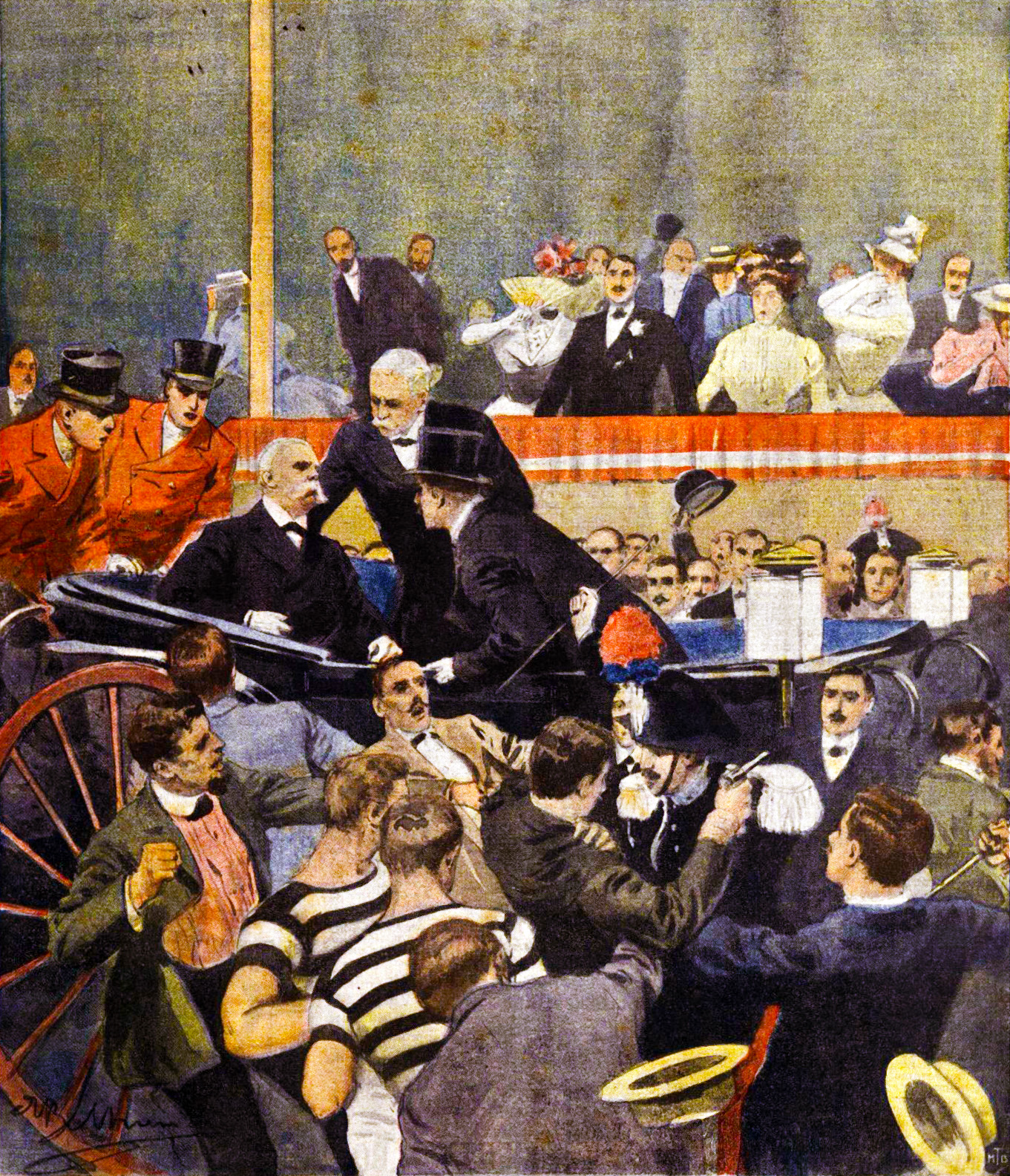
El regicidio de Humberto I en una postal de la época.

### Asesinato de Humberto I

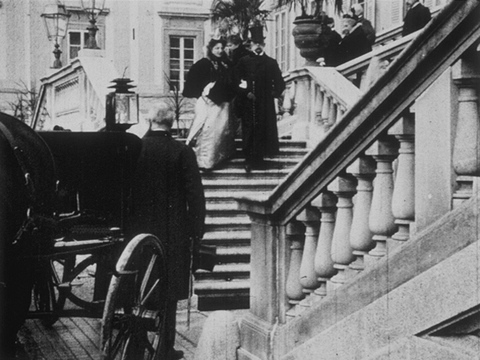
El rey Humberto I de Italia y la reina Margarita bajando la escalinata de la Villa real de Monza.

El 29 de julio de 1900, el rey Humberto I y la reina Margarita visitaron Monza, invitados por la compañía gimnástica Forti e Liberi para recompensar a varios atletas como parte de un evento deportivo. Tendrían que quedarse sólo unos días y luego mudarse a Gressoney-Saint-Jean para descansar.
A las 22:30 cuatro disparos terminaron con la vida del segundo monarca de Italia. La reina, que lo estaba esperando en la villa real, llevó el cuerpo de vuelta. 
El regicida era Gaetano Bresci, un anarquista que había emigrado a Estados Unidos en 1897 y regresó a Italia para vengar la represión del motín de Milán, por el general Bava Beccaris, a quien Humberto I había premiado con altos honores por terminar con la una revuelta socialista antimonárquica.
En esa época se creó la leyenda popular que decía que el día del ataque, Margarita tuvo un sentimiento trágico y quiso disuadir a su marido de participar en el compromiso. Pero pocos días después del asesinato la reina había confiado no haber tenido, esa noche, ninguna «sombra de inquietud», a pesar de que habitualmente temblaba por la seguridad de su marido.
Cuando Margarita se enteró de que Humberto había muerto, se arrojó sobre el cadáver, pronunciando unas palabras que se hicieron famosas y que fueron muy difundidas en la prensa de la época: «¡Te mataron, a ti que tanto amabas a tu pueblo! ¡Eras tan bueno que no hiciste mal a nadie y te mataron! ¡Este es el mayor crimen del siglo!». Margarita escribió una oración para ser recitada en honor del rey asesinado: el 1 de agosto pidió que se publicara en una carta a Geremia Bonomelli, obispo de Cremona.
El 11 de agosto de 1900, el trono pasó al hijo de Humberto, que se convirtió en el rey Víctor Manuel III de Italia.

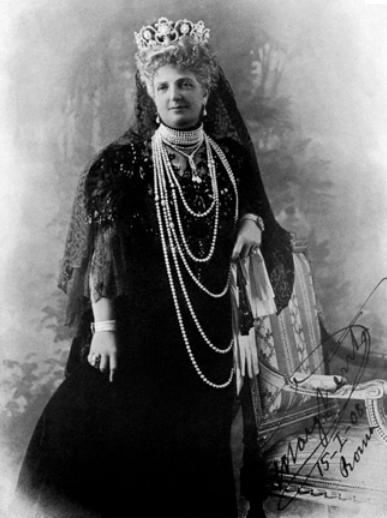
La reina Margarita en una fotografía oficial de 1908, como reina madre.

### Reina madre
Después de la muerte de su marido, la reina tuvo que adaptarse al papel de reina madre. Se dedicó a las obras benéficas y al aumento de las artes y la cultura, animó a artistas y escritores y fundó instituciones culturales. Toda su vida anterior se había dedicado al papel de la esposa del rey, ahora tenía que trabajar en nombre de su hijo y su nuera Elena.
Suya es la oración compuesta por la Campana de Rovereto que recuerda con sus campanas los caídos de la Gran Guerra y al difunto rey Humberto.
La Reina, después del período de luto, se trasladó a vivir en el pabellón de caza de Stupinigi, pero su residencia oficial estaba en Roma, en el palacio Margherita, junto con su corte personal (4 caballeros y 8 damas). La reina también recibía regularmente en su residencia de montaña del Valle de Aosta y continuó siendo un centro de atracción para artistas, escritores, nobles y hombres de mundo. En 1904 el vivero belga Soppelt & Notting dedicó una rosa a la reina.
Durante la Primera Guerra Mundial, la reina madre convirtió su residencia romana en un hospital (el Hospital n.º 2; el número 1 era el Quirinale, donde la reina Elena trabajaba como enfermera). En 1914 la reina compró Villa Etelinda en Bordighera, e hizo construir en su enorme parque, su villa, al arquitecto Luigi Broggi. La Villa Margherita se inaugurará el 25 de febrero de 1916.
En el campo político estaba a favor del fascismo, que veía en ese momento como el único movimiento que se oponía a los disturvios protagonizados por los socialistas, anarquistas y bolcheviques durante el Biennio rosso, que amenazaban la propia institución monárquica. En octubre de 1922, los quadrumviros fueron a Bordighera para presentar sus respetos antes de la Marcha sobre Roma.
Murió en Bordighera el 4 de enero de 1926, a la edad de 74 años, siendo enterrada en el Panteón de Roma.

## Popularidad
En 1889 la pizza Margherita fue nombrada en su honor, aunque burlonamente se decía que esa especialidad napolitana tuvo que prescindir del hasta entonces obligado ajo porque la reina no lo soportaba. En cambio, se incorporó el queso por primera vez. En su honor, el duque de los Abruzzos bautizó con su nombre la Punta Margherita en los Alpes y la cima Margherita, el punto más alto del monte Stanley, la tercera montaña más alta de África.
La ciudad de Margherita es una localidad de la India en el distrito de Tinsukia, estado de Assam, que fue nombrada en honor a la reina.

## Otros datos
Según la leyenda, en 1889 en el restaurante Il Brandi, a la Reina Margarita de Saboya le sirvieron una pizza especialmente hecha para ella con los colores de la bandera nacional. La pizza tenía una base de tomate, una capa de mozzarella blanca y, para terminar, una ramita de albahaca, una simple e ingeniosa combinación de sabores que fue nombrada «Margarita», en honor de la reina.

## Títulos y tratamientos
| ● 20 de noviembre de 1851-21 de abril de 1868: | Su alteza real la princesa Margarita de Saboya |
| ● 21 de abril de 1868-9 de enero de 1878:      | Su alteza real la princesa de Piemonte         |
| ● 9 de enero de 1878-29 de julio de 1900:      | Su majestad la reina de Italia                 |
| ● 29 de julio de 1900-4 de enero de 1926:      | Su majestad la reina Margarita de Italia       |

## Distinciones honoríficas
- Dama de la Orden de las Damas Nobles de la Reina María Luisa
- Dama de primera clase de la Orden de la Cruz Estrellada. (Imperio Austroahúngaro)[1]

## Ancestros
|  |                                                                 |  |  |  |  |  |  |  |  |  |  |  |  |  |  |  |
|  | 16. Víctor Amadeo de Saboya, V Príncipe de Carignano            |  |  |  |  |  |  |  |  |  |  |  |  |  |  |  |
|  |                                                                 |  |  |  |  |  |  |  |  |  |  |  |  |  |  |  |
|  |                                                                 |  |  |  |  |  |  |  |  |  |  |  |  |  |  |  |
|  | 8. Carlos Manuel de Saboya, VI Príncipe de Carignano            |  |  |  |  |  |  |  |  |  |  |  |  |  |  |  |
|  |                                                                 |  |  |  |  |  |  |  |  |  |  |  |  |  |  |  |
|  |                                                                 |  |  |  |  |  |  |  |  |  |  |  |  |  |  |  |
|  | 17. Princesa Josefina Teresa de Lorena                          |  |  |  |  |  |  |  |  |  |  |  |  |  |  |  |
|  |                                                                 |  |  |  |  |  |  |  |  |  |  |  |  |  |  |  |
|  |                                                                 |  |  |  |  |  |  |  |  |  |  |  |  |  |  |  |
|  | 4. Carlos Alberto de Cerdeña                                    |  |  |  |  |  |  |  |  |  |  |  |  |  |  |  |
|  |                                                                 |  |  |  |  |  |  |  |  |  |  |  |  |  |  |  |
|  |                                                                 |  |  |  |  |  |  |  |  |  |  |  |  |  |  |  |
|  | 18. Príncipe Carlos de Sajonia, Duque de Curlandia y Semigallia |  |  |  |  |  |  |  |  |  |  |  |  |  |  |  |
|  |                                                                 |  |  |  |  |  |  |  |  |  |  |  |  |  |  |  |
|  |                                                                 |  |  |  |  |  |  |  |  |  |  |  |  |  |  |  |
|  | 9. Princesa María Cristina de Sajonia                           |  |  |  |  |  |  |  |  |  |  |  |  |  |  |  |
|  |                                                                 |  |  |  |  |  |  |  |  |  |  |  |  |  |  |  |
|  |                                                                 |  |  |  |  |  |  |  |  |  |  |  |  |  |  |  |
|  | 19. Condesa Francisca de Corvin-Krasińska                       |  |  |  |  |  |  |  |  |  |  |  |  |  |  |  |
|  |                                                                 |  |  |  |  |  |  |  |  |  |  |  |  |  |  |  |
|  |                                                                 |  |  |  |  |  |  |  |  |  |  |  |  |  |  |  |
|  | 2. Príncipe Fernando, duque de Génova                           |  |  |  |  |  |  |  |  |  |  |  |  |  |  |  |
|  |                                                                 |  |  |  |  |  |  |  |  |  |  |  |  |  |  |  |
|  |                                                                 |  |  |  |  |  |  |  |  |  |  |  |  |  |  |  |
|  | 20. Emperador Leopoldo II del Sacro Imperio Romano Germánico    |  |  |  |  |  |  |  |  |  |  |  |  |  |  |  |
|  |                                                                 |  |  |  |  |  |  |  |  |  |  |  |  |  |  |  |
|  |                                                                 |  |  |  |  |  |  |  |  |  |  |  |  |  |  |  |
|  | 10. Gran Duque Fernando III de Toscana                          |  |  |  |  |  |  |  |  |  |  |  |  |  |  |  |
|  |                                                                 |  |  |  |  |  |  |  |  |  |  |  |  |  |  |  |
|  |                                                                 |  |  |  |  |  |  |  |  |  |  |  |  |  |  |  |
|  | 21. Infanta María Luisa de Borbón                               |  |  |  |  |  |  |  |  |  |  |  |  |  |  |  |
|  |                                                                 |  |  |  |  |  |  |  |  |  |  |  |  |  |  |  |
|  |                                                                 |  |  |  |  |  |  |  |  |  |  |  |  |  |  |  |
|  | 5. Princesa María Teresa de Toscana                             |  |  |  |  |  |  |  |  |  |  |  |  |  |  |  |
|  |                                                                 |  |  |  |  |  |  |  |  |  |  |  |  |  |  |  |
|  |                                                                 |  |  |  |  |  |  |  |  |  |  |  |  |  |  |  |
|  | 22. Rey Fernando I de las Dos Sicilias                          |  |  |  |  |  |  |  |  |  |  |  |  |  |  |  |
|  |                                                                 |  |  |  |  |  |  |  |  |  |  |  |  |  |  |  |
|  |                                                                 |  |  |  |  |  |  |  |  |  |  |  |  |  |  |  |
|  | 11. Princesa Luisa María de Borbón-Dos Sicilias                 |  |  |  |  |  |  |  |  |  |  |  |  |  |  |  |
|  |                                                                 |  |  |  |  |  |  |  |  |  |  |  |  |  |  |  |
|  |                                                                 |  |  |  |  |  |  |  |  |  |  |  |  |  |  |  |
|  | 23. Archiduquesa María Carolina de Austria                      |  |  |  |  |  |  |  |  |  |  |  |  |  |  |  |
|  |                                                                 |  |  |  |  |  |  |  |  |  |  |  |  |  |  |  |
|  |                                                                 |  |  |  |  |  |  |  |  |  |  |  |  |  |  |  |
|  | 1. Princesa Margarita de Saboya                                 |  |  |  |  |  |  |  |  |  |  |  |  |  |  |  |
|  |                                                                 |  |  |  |  |  |  |  |  |  |  |  |  |  |  |  |
|  |                                                                 |  |  |  |  |  |  |  |  |  |  |  |  |  |  |  |
|  | 24. Príncipe Federico Cristián, Elector de Sajonia              |  |  |  |  |  |  |  |  |  |  |  |  |  |  |  |
|  |                                                                 |  |  |  |  |  |  |  |  |  |  |  |  |  |  |  |
|  |                                                                 |  |  |  |  |  |  |  |  |  |  |  |  |  |  |  |
|  | 12. Maximiliano María, Príncipe Heredero de Sajonia             |  |  |  |  |  |  |  |  |  |  |  |  |  |  |  |
|  |                                                                 |  |  |  |  |  |  |  |  |  |  |  |  |  |  |  |
|  |                                                                 |  |  |  |  |  |  |  |  |  |  |  |  |  |  |  |
|  | 25. Princesa María Antonia de Baviera                           |  |  |  |  |  |  |  |  |  |  |  |  |  |  |  |
|  |                                                                 |  |  |  |  |  |  |  |  |  |  |  |  |  |  |  |
|  |                                                                 |  |  |  |  |  |  |  |  |  |  |  |  |  |  |  |
|  | 6. Juan I de Sajonia                                            |  |  |  |  |  |  |  |  |  |  |  |  |  |  |  |
|  |                                                                 |  |  |  |  |  |  |  |  |  |  |  |  |  |  |  |
|  |                                                                 |  |  |  |  |  |  |  |  |  |  |  |  |  |  |  |
|  | 26. Duque Fernando I de Parma                                   |  |  |  |  |  |  |  |  |  |  |  |  |  |  |  |
|  |                                                                 |  |  |  |  |  |  |  |  |  |  |  |  |  |  |  |
|  |                                                                 |  |  |  |  |  |  |  |  |  |  |  |  |  |  |  |
|  | 13. Princesa Carolina María de Borbón-Parma                     |  |  |  |  |  |  |  |  |  |  |  |  |  |  |  |
|  |                                                                 |  |  |  |  |  |  |  |  |  |  |  |  |  |  |  |
|  |                                                                 |  |  |  |  |  |  |  |  |  |  |  |  |  |  |  |
|  | 27. Archiduquesa María Amelia de Habsburgo-Lorena               |  |  |  |  |  |  |  |  |  |  |  |  |  |  |  |
|  |                                                                 |  |  |  |  |  |  |  |  |  |  |  |  |  |  |  |
|  |                                                                 |  |  |  |  |  |  |  |  |  |  |  |  |  |  |  |
|  | 3. Princesa Isabel de Sajonia                                   |  |  |  |  |  |  |  |  |  |  |  |  |  |  |  |
|  |                                                                 |  |  |  |  |  |  |  |  |  |  |  |  |  |  |  |
|  |                                                                 |  |  |  |  |  |  |  |  |  |  |  |  |  |  |  |
|  | 28. Conde palatino Federico Miguel de Zweibrücken-Birkenfeld    |  |  |  |  |  |  |  |  |  |  |  |  |  |  |  |
|  |                                                                 |  |  |  |  |  |  |  |  |  |  |  |  |  |  |  |
|  |                                                                 |  |  |  |  |  |  |  |  |  |  |  |  |  |  |  |
|  | 14. Rey Maximiliano I de Baviera                                |  |  |  |  |  |  |  |  |  |  |  |  |  |  |  |
|  |                                                                 |  |  |  |  |  |  |  |  |  |  |  |  |  |  |  |
|  |                                                                 |  |  |  |  |  |  |  |  |  |  |  |  |  |  |  |
|  | 29. Condesa palatina María Francisca de Sulzbach                |  |  |  |  |  |  |  |  |  |  |  |  |  |  |  |
|  |                                                                 |  |  |  |  |  |  |  |  |  |  |  |  |  |  |  |
|  |                                                                 |  |  |  |  |  |  |  |  |  |  |  |  |  |  |  |
|  | 7. Princesa Amalia de Baviera                                   |  |  |  |  |  |  |  |  |  |  |  |  |  |  |  |
|  |                                                                 |  |  |  |  |  |  |  |  |  |  |  |  |  |  |  |
|  |                                                                 |  |  |  |  |  |  |  |  |  |  |  |  |  |  |  |
|  | 30. Carlos Luis, Príncipe Heredero de Baden                     |  |  |  |  |  |  |  |  |  |  |  |  |  |  |  |
|  |                                                                 |  |  |  |  |  |  |  |  |  |  |  |  |  |  |  |
|  |                                                                 |  |  |  |  |  |  |  |  |  |  |  |  |  |  |  |
|  | 15. Princesa Carolina Guillermina de Baden                      |  |  |  |  |  |  |  |  |  |  |  |  |  |  |  |
|  |                                                                 |  |  |  |  |  |  |  |  |  |  |  |  |  |  |  |
|  |                                                                 |  |  |  |  |  |  |  |  |  |  |  |  |  |  |  |
|  | 31. Landgravina Federica Amalia de Hesse-Darmstadt              |  |  |  |  |  |  |  |  |  |  |  |  |  |  |  |
|  |                                                                 |  |  |  |  |  |  |  |  |  |  |  |  |  |  |  |
|  |                                                                 |  |  |  |  |  |  |  |  |  |  |  |  |  |  |  |

| Predecesor: — | Reina consorte de Italia 1878-1900 | Sucesor: Jelena Petrović-Njegoš |